# Фестивал в Гластънбъри
Фестивалът в Гластънбъри, Англия е най-големият музикален фестивал в света.
Посетен е от 135 000 души през 2013 г., когато свирят над 2000 изпълнители. Обслужващият персонал наброява 34 000 души, които работят в 350 щанда за храна, 198 кръчми и барове, близо 1000 сергии и 4500 тоалетни.
Фестивалът се провежда за първи път през 1970 г., когато се събират 1500 хипита в млечна ферма. Тогава цената е един британски паунд, а посетителите получават безплатно мляко.  Организаторът, Майкъл Ивис (Michael Eavis), който решава да организира фестивал след като посещава концерт на Лед Цепелин на блус фестивала Шептън Молит, прави загуба от 1500 британски лири, а The Kinks отказват участие в последния момент. 
През 1971 г. участват Дейвид Боуи и Джоун Байез, публиката наброява 12 000 души, а входът е безплатен.  След това фестивалът не се провежда до 1978 г., когато се провежда спонтанен фестивал пред 500 посетители, които по погрешка отиват в Гластънбъри след посещение на Стоунхендж.  През 1979 г. фестивалът става тридневен, билетите струват по 5 лири, а публиката отново наброява 12 000 души. Като главни организатори се присъединяват Бил Харкин (Bill Harkin) и Арабела Чърчил (Arabella Churchill), а водещият изпълнител е Питър Гейбриъл. 
През 1981 г. по време на фестивала са събрани около 20 000 лири в кампания за ядрено обезоръжаване, а Майкъл Ийвъс се завръща като организатор. 
През 1990-те фестивалът започва да бъде излъчван по Channel 4, а сред участниците са Оейсис, Блър и Роби Уилямс. 